# Багомедов, Алибек Багомедович
Багомедов Алибек Багомедович (23.02.1930 г, с. Урахи, Дагестанская АССР — 29.10.1974 г, с. Урахи, ДАССР) — советский политический деятель. Депутат Верховного Совета СССР 8 созыва.

## Биография
Родился 23 февраля 1930 г. в с. Урахи Сергокалинского района Дагестанской АССР.
По национальности — даргинец. Окончил 7 классов Урахинской средней школы.

### Трудовая деятельность
С  1950 — 1953 — служил в Советской армии.
С 1955 года — на хозяйственной работе. Старший чабан, Бригадир Совхоза имени Гамида Далгата в с. Урахи.
В 1970 — 1974 г.г. — избран урахинским одномандатным округом депутатом Верховного Совета СССР 8 созыва, входил в Совет Национальностей.

## Смерть
Трагически погиб 29 октября 1974 года в результате несчастного случая.

## Награды
- Орден Трудового Красного Знамени (1970)
- Орден «Знак Почёта» (1973)
- Медаль «За трудовую доблесть»
- Медаль «За трудовое отличие»
- Медаль «Ветеран труда»